# Gustaf Dufberg
Lars Gustaf Dufberg, född 22 januari 1966 i Malmö Sankt Petri församling i Malmöhus län, är en svensk militär.

## Biografi
Dufberg inledde sin värnplikt vid Norra skånska regementet 1985 och avlade officersexamen vid Krigsskolan 1988, varpå han samma år utnämndes till fänrik. Han befordrades till kapten 1993 och tjänstgjorde i slutet av 1990-talet vid Södermanlandsbrigaden. Han har också tjänstgjort vid Pansartruppernas stridsskola, Stridsskola Syd, Södermanlands regemente, Ledningsregementet och Högkvarteret. Därtill har han gjort utlandstjänstgöring i Bosnien, Afghanistan och Mali. Som överstelöjtnant var han ställföreträdande chef för Livgardet 2018–2021, varpå han befordrades till överste 2021, var chef för Försvarsmaktens internationella centrum 2021–2023 och var chef för Norrbottensbrigaden vid Norrbottens regemente 2023–2024. Dufberg är chef för Livgardet sedan den 27 mars 2024.